# Laurina Oliveros
Laurina Oliveros (Ramallo, Buenos Aires, Argentina; 10 de septiembre de 1993) es una futbolista argentina que juega en el club Boca Juniors de la Primera División Femenina de Argentina, y desde 2009 forma parte de la selección Femenina de Fútbol de Argentina.

## Inicios
Comenzó jugando de modo amateur en sus primeros años en la ciudad de Ramallo, Buenos Aires, con tan solo 5 años de edad. Luego su familia migró para los Estados Unidos donde el fútbol femenino es cotidiano desde hace décadas. 

"Jugaba todos los días en el patio de mi casa o en el club"

El primer deporte en sus comienzos era Basquetbol, debido a que el futbol se practicaba a menudo en High School, la secundaria de Estados Unidos.
Laurina no comenzó bajo los tres palos sino que la primera posición dentro del campo de juego era de delantera, precisamente en el puesto de 9. Luego el técnico por ese entonces observó que no rendía como delantera y le ofreció ocupar el arco.
En Estados Unidos todos los fines de semana había torneos en diferentes ciudades, allí Laurina aprendió los conceptos tácticos.
Luego a los 11 años volvió a su ciudad natal, Ramallo, ubicada en el norte de la Provincia de Buenos Aires. El primer deporte que practicó en su ciudad, fue Handball hasta que surgió la posibilidad de irse a probar como arquera a la UAI Urquiza
En una entrevista realizada en el Diario La Nación, entrevistada por la periodista Ayelén Pujol, la arquera comentó que detrás de la iglesia de Ramallo había un terreno donde iba con una compañera a practicar. Rosa Frías, capitana por entonces del equipo, le pateaba y la hacía volar, todos los días entrenando con esta modalidad debido a que era chica, y la futura arquera tenía que ir al colegio y no le dejaba demasiado tiempo para poder entrenar con el equipo.

## Trayectoria profesional
Fue en el año 2008 que empezó a jugar profesionalmente en UAI Urquiza, equipo con el que obtuvo cuatro campeonatos y participó en la Copa Libertadores en tres ocasiones, consiguiendo un tercer puesto en la edición 2015 del certamen continental. En el año 2015 formó parte del club Santiago Morning de Chile, pero regreso en ese mismo año a UAI Urquiza donde jugó hasta el 2019. En 2019 pasó a Boca Juniors, su actual club.
El 9 de agosto de 2019, después de 28 años el fútbol femenino de Boca Juniors se profesionalizó y Laurina Oliveros firmaría su primer contrato profesional entre otras 18 jugadoras más de la institución.
El miércoles 25 de septiembre de 2019 se daría el primer Superclásico femenino de la era Semiprofesional en el Estadio Alberto J. Armando, en esta ocasión el partido se dio en el debut del campeonato de primera división y varias de las jugadoras jugarían cobrando un sueldo profesional. El espectáculo se llevó ante 4 mil socios en la platea baja. Laurina oliveros defendería los tres palos del equipo de la Rivera en la mítica Bombonera, siendo titular en dicho encuentro donde Boca Juniors se impuso por 5 goles ante River Plate. En dicho encuentro no le convirtieron a la arquera, dejando la valla en 0 para el Xeneize.

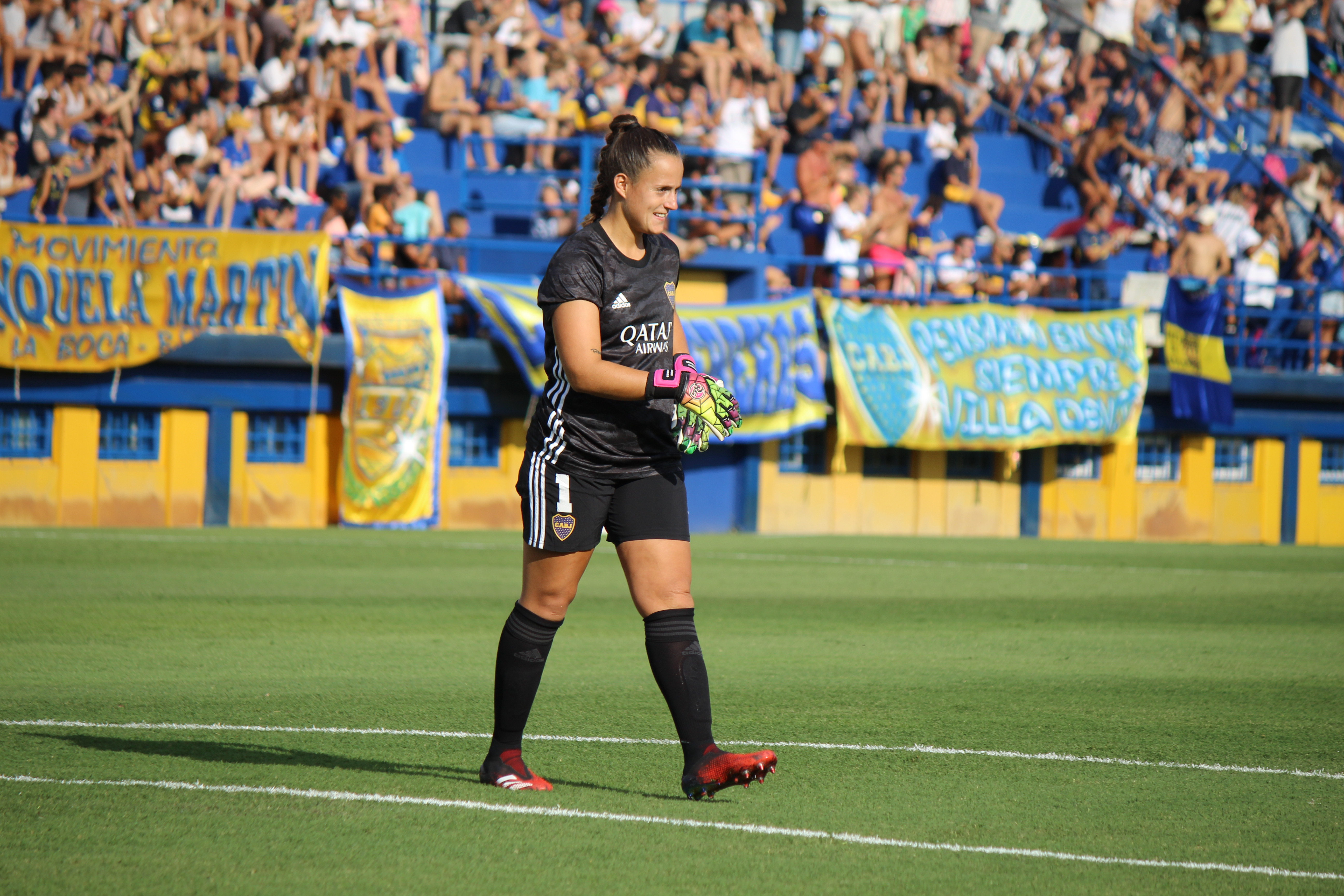
Oliveros jugando en Boca Juniors.

El 31 de enero de 2020 se llevaría a cabo en la provincia de San Luis el Torneo de Verano que se disputó como un cuadrangular que incluyó a Boca, River y a la Selección de San Luis. El conjunto "Xeneize" y el de la banda habían vencido a las locales en sus respectivos partidos. Tanto las Millonarias como "Las Gladiadoras" se impusieron ante las locales por 2-0. Ambos equipos disputaron el Superclásico, enfrentándose así Boca Juniors contra River Plate. "Las Gladiadoras" se coronaron campeonas tras vencer por 2-0 a "Las Millonarias" en el estadio La Pedrera. Nuevamente Laurina Oliveros es titular y mantiene la valla en 0 contra el club de Nuñez, coronándose campeona de la copa verano llevada a cabo.
Laurina Oliveros además de jugar como guardameta, se recibió de la carrera de Profesorado en Educación Física en la Universidad Abierta Interamericana.
En mayo de 2019 inauguró escuelas para arqueras en un complejo de canchas de fútbol de Palermo, ciudad de Buenos Aires. Es para chicas mayores de 14 años. También es entrenadora de arqueras en Banfield.
El 19 de enero de 2021, se llevó a cabo la primera final en la era profesional de fútbol femenino de Argentina por el Torneo Transición 2020 en el Estadio José Amalfitani. La final se definió con el superclásico argentino, enfrentándose Boca Juniors contra River Plate. "Las Gladiadoras" golearon 7-0 a las "Millonarias" con goles de Clarisa Huber, Yamila Rodríguez, Lorena Benítez, Fabiana Vallejos (2) y Andrea Ojeda (2) logrando su título número 25 y quedando en la historia como las primeras campeonas en la era profesional. 
Las Xeneizes terminaron el campeonato con la valla invicta con un total de 649 minutos sin convertirle ningún gol, de los cuales Laurina Oliveros mantuvo el arco en 0 durante 540 minutos. De esta forma Laurina Oliveros gana su primer título con la camiseta azul y oro y quedando en la historia del plantel de "Las Gladiadoras" siendo el primer equipo en ganar el campeonato en la era profesional.
El siguiente año, en la final del Torneo Femenino Apertura 2021 se enfrentaría a San Lorenzo, la final que terminaría con un empate de 1-1 durante los 90 minutos reglamentarios, llevándola así una definición por penales en donde San Lorenzo se impondría por 3-2, y consagrándose campeón de dicho torneo. La arquera Xeneize tendría su revancha en el Torneo Femenino Clausura 2021.
El 20 de noviembre del 2021, Boca Juniors se enfrentó en la semifinal contra su clásico rival River Plate, ganando por 3 goles y en donde Laurina Oliveros dejó la valla en cero atajándole un penal a la uruguaya Carolina Birizamberri, evitando el descuento de "Las Millonarias".
El 5 de diciembre de 2021, Laurina se vuelve a consagrar campeona con Boca Juniors. Luego de varias intervenciones en el primer tiempo, a raíz de varios centros al área del equipo del furgón. Oliveros pudo coronarse con otro título con el buzo Xeneize, tras derrotar por 5 a 2 al Club Deportivo UAI Urquiza en la final del Clausura 2021. Esta victoria le daría el pase al conjunto de La Boca y a su arquera de disputar la Superfinal de Fútbol Femenino 2021 y enfrentarse nuevamente con San Lorenzo quien ya había obtenido Torneo Femenino Clausura 2021.
EL 11 de diciembre se disputó en el Estadio Ciudad de Vicente López, cancha en donde juega Platense, la Superfinal de Fútbol Femenino de Primera División A, la arquera de Ramallo se consagró en 6 días bicampeona, dando otra vuelta olímpica en la camiseta azul y oro, tras ganarle a "Las Santitas" por 4 a 2.
En la temporada 2022, Laurina revalida el Campeonato de Primera División de Fútbol Femenino, luego de que en la última fecha del torneo, Boca Juniors venciera por 2 a 1 en  La Bombonera a la UAI Urquiza quien llegaba como líder hasta ese momento.
Asimismo, Laurina fue clave a lo largo de la Copa Libertadores Femenina 2022, con grandes actuaciones, incluido una tanda de penales frente a América de Cali, ayudando a  Boca Juniors a llegar a la final de dicha competencia, donde finalmente serían vencidas por Palmeiras, pero de igual forma consiguiendo una actuación sin precedentes e histórica para el futbol femenino argentino.

## Selección nacional

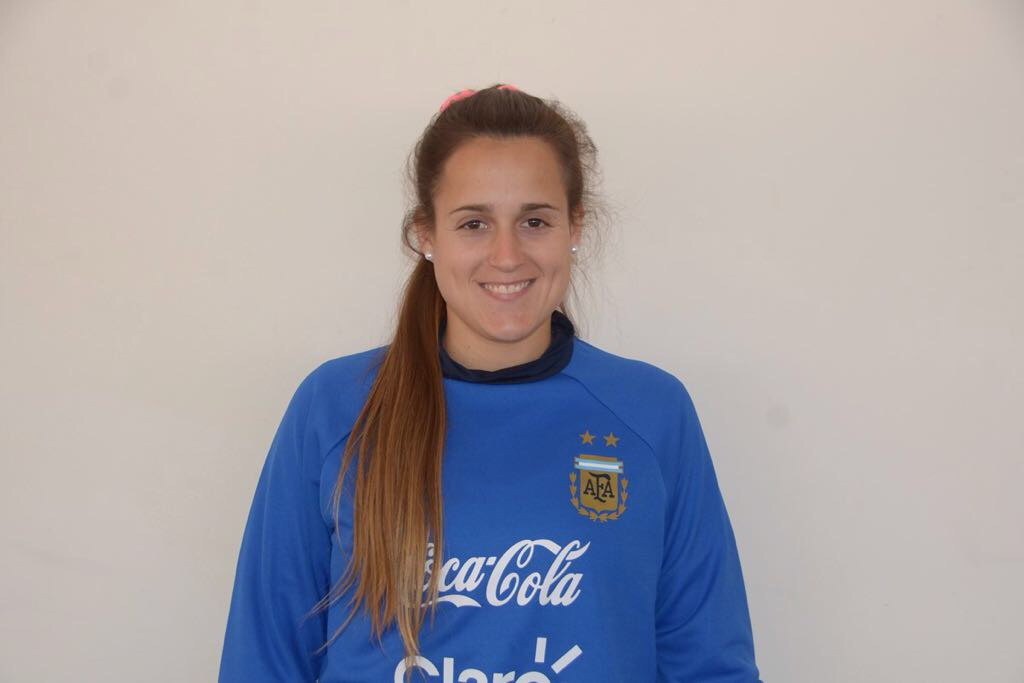
Oliveros forma parte de la Selección Argentina de Fútbol desde el año 2009.

En el año 2009 fue convocada oficialmente a la selección de Argentina donde formó parte del equipo titular en instancias competitivas sumamente importantes como el Campeonato Sudamericano Sub-17 en Brasil, los Juegos Panamericanos 2011 en México o la Copa América Femenino 2018 en Chile. Sin embargo, no fue convocada al Mundial de Francia 2019 ya que Carlos Borrello convocó a Solana Pereyra en su lugar. También fue titular en el equipo nacional que compitió en el mundial femenino sub-20 del año 2012, en Japón. 
El 8 de julio de 2023 en paralelo a la convocatoria de las 23 futbolistas que disputaran la Copa Mundial Femenina de Fútbol de 2023, se informa también que Laurina Oliveros presenta una fractura del quinto metacarpiano en su mano izquierda, impidiendo así su inclusión en dicha lista. Más tarde, se confirmaría que la arquera acompañaría a la delegación argentina a lo largo de la competencia mundialista.

## Estadísticas

### Selección argentina
| Campeonato                                      | Sede     | Resultado      | Partidos | Goles |
| ----------------------------------------------- | -------- | -------------- | -------- | ----- |
| Campeonato Sudamericano Femenino Sub-17 de 2010 | Brasil   | Fase de grupos |          | 0     |
| Campeonato Sudamericano Femenino Sub-20 de 2010 | Colombia | Fase de grupos |          | 0     |
| Campeonato Sudamericano Sub-17                  | Ecuador  | Cuarto lugar   |          | 0     |
| Juegos Panamericanos de 2011                    | México   | Fase de grupos |          | 0     |
| Campeonato Sudamericano Femenino Sub-20 de 2012 | Brasil   | Segundo Lugar  |          | 0     |
| Copa Mundial Femenina de Fútbol Sub-20 de 2012  | Japón    | Fase de grupos |          | 0     |
| Copa América Femenina 2014                      | Ecuador  | Cuarto lugar   |          | 0     |
| Copa América Femenina 2018                      | Chile    | Tercer lugar   |          | 0     |
| Copa América Femenina 2022                      | Colombia | Tercer lugar   |          | 0     |

### Clubes
| Club             | País           | Año             |
| ---------------- | -------------- | --------------- |
| YMCA             | Estados Unidos | 2001 - 2003     |
| V.A.Y.S.A        | Estados Unidos | 2003 - 2004     |
| Naples Sharks    | Estados Unidos | 2004 - 2006     |
| UAI Urquiza      | Argentina      | 2007 - 2015     |
| Santiago Morning | Chile          | 2015            |
| UAI Urquiza      | Argentina      | 2015 - 2019     |
| Boca Juniors     | Argentina      | 2019 - Presente |

## Palmarés y distinciones

### Campeonatos nacionales

#### Amateurismo
| Título             | Club        | País      | Año     |
| ------------------ | ----------- | --------- | ------- |
| Primera División A | UAI Urquiza | Argentina | Cl 2012 |
| Primera División A | UAI Urquiza | Argentina | Fi 2014 |
| Primera División A | UAI Urquiza | Argentina | 2016    |
| Primera División A | UAI Urquiza | Argentina | 2017-18 |

#### Semiprofesionalismo
| Título             | Club         | País      | Año     |
| ------------------ | ------------ | --------- | ------- |
| Primera División A | Boca Juniors | Argentina | 2020    |
| Primera División A | Boca Juniors | Argentina | Cl 2021 |
| Superfinal         | Boca Juniors | Argentina | 2021    |
| Primera División A | Boca Juniors | Argentina | 2022    |
| Primera División A | Boca Juniors | Argentina | 2023    |
| Copa de la Liga    | Boca Juniors | Argentina | 2023    |
| Copa Federal       | Boca Juniors | Argentina | 2023    |
| Primera División A | Boca Juniors | Argentina | Ap 2024 |

#### Reconocimientos
- Premios Alumni categoría "jugadora destacada" (2010)[32]
- Las integrantes del seleccionado femenino fueron homenajeadas por el Senado argentino por su actuación en la Copa América (2018)[33]
- Mención especial por el día de la mujer, recibido por la Municipalidad de Ramallo (2011, 2012)[34]
- Premio a la valla menos vencida durante el Campeonato de Fútbol Femenino de Primera División A 2023 (Argentina).[35]